# Ацидофілія
Ацидофі́лія — здатність структурних елементів клітин і тканин фарбуватися кислими барвниками при гістологічній обробці.
Назва ацидофілія виникла від лат. acidus — кислий.
Кислими барвниками фарбуються елементи, що мають лужні властивості. Цією здатністю користуються для розрізнення деяких структурних елементів (наприклад, клітин крові) при мікроскопічному дослідженні тканин.